# Eroi dell'Olimpo: la casa di Ade
Eroi dell'Olimpo: la casa di Ade (The House of Hades) è il quarto libro della serie Eroi dell'Olimpo, successiva a Percy Jackson e gli dei dell'Olimpo. In Italia è uscito il 18 novembre 2014.

## Trama
Percy e Annabeth sono precipitati nel Tartaro e gli altri cinque semidei della profezia (Jason, Leo, Piper, Hazel, Frank) più Nico Di Angelo devono arrivare in Grecia per chiudere le Porte della Morte, per evitare che le creature infernali le oltrepassino, affrontando mille insidie e pericoli nelle Antiche Terre. Intanto Percy e Annabeth dovranno arrivare nel cuore del Tartaro per chiudere le Porte della Morte dal lato interno, altrimenti il lavoro degli altri sarà vano. Il tutto deve essere compiuto prima della festa della dea Spes, la Speranza, il primo di agosto, giorno in cui Gea si sveglierà e attaccherà gli Dei e i loro figli. Inoltre al Campo Mezzosangue sta per scoppiare una guerra tra Greci e Romani: quest'ultimi sono guidati da Ottaviano, discendente di Apollo. Solo l'Athena Parthenos, la statua di Atena rubata ai Greci dai Romani nei tempi antichi, può riportare la pace. Ma la statua si trova sull'Argo II, in Grecia e alla fine del libro, una volta che le porte della morte saranno chiuse, e una volta che Percy e Annabeth saranno usciti dal Tartaro, Nico si offrirà insieme a Reyna, che intanto aveva raggiunto il gruppo, di portare la statua al Campo Mezzosangue per cercare di ristabilire la pace tra i due campi.

## Personaggi
- Percy Jackson: Un semidio greco figlio di Poseidone e protagonista della prima serie. Ha 17 anni. Fidanzato di Annabeth Chase, possiede una penna che si trasforma in una spada di bronzo celeste di nome "Vortice" (il bronzo celeste è un metallo mortale che serve ad uccidere i mostri). Ha il potere di comandare le acque e di parlare con i cavalli e con gli animali marini; inoltre può respirare sott'acqua e resistere alla pressione idrostatica e ha una passione per il cibo blu.
- Annabeth Chase: una semidea greca figlia di Atena e coprotagonista della prima serie. Ha 17 anni. Fidanzata di Percy Jackson, riceve da sua madre il Marchio di Atena e l'incarico di riparare un antico torto. Non ha poteri particolari ma sopperisce con l'intelligenza e con la sua bravura nei combattimenti.
- Jason Grace: un semidio romano figlio di Giove e fratello minore di Talia Grace. Ha 16 anni. Fidanzato di Piper McLean, possiede una moneta d'oro che si trasforma in una lancia o una spada a seconda che esca testa o croce. Dopo averla persa, la sostituisce con un gladius romano donatogli dalla dea Era. Ha il potere di evocare i fulmini e di controllare le correnti d'aria.
- Piper McLean: una semidea greca figlia di Afrodite e Tristan McLean, una star del cinema Cherokee. Ha 16 anni. Fidanzata di Jason Grace, ha un pugnale chiamato Katoptris, precedentemente usato da Elena di Troia, grazie al quale può vedere ciò che succede in altri luoghi o prevedere eventi futuri. Ha anche il raro dono della "lingua ammaliatrice", la capacità di persuadere chiunque a fare qualsiasi cosa.
- Leo Valdez: un semidio greco figlio di Efesto e della defunta Esperanza Valdez. Ha 16 anni. Ha una cintura magica che produce qualsiasi strumento di cui abbia bisogno. Ha costruito la nave Argo II usando come polena la testa del drago di bronzo Festus. Può evocare il fuoco dal proprio corpo, una rara capacità dei figli di Efesto.
- Frank Zhang: un semidio romano figlio di Marte, anche legato a Poseidone attraverso la famiglia materna. Ha 16 anni. Fidanzato di Hazel Levesque, la sua vita è legata ad un bastoncino di legno, che se dovesse venir bruciato ne causerebbe la morte. Ha ereditato la capacità di cambiare forma dal suo antenato greco, il principe di Pylos, Periclymenus.
- Hazel Levesque: una semidea figlia di Plutone, era morta, ma il suo fratellastro per parte greca Nico di Angelo la salvò dalle Praterie degli Asfodeli, concedendole una seconda opportunità. Fidanzata di Frank Zhang, ha domato Arion, un cavallo delle Amazzoni conservato per la loro più grande guerriera. Ha il dono (o maledizione) di far riemergere pietre o metalli preziosi dalla terra che maledicono il loro possessore (esclusi lei stessa e suo fratello Nico).
- Nico Di Angelo: un semidio greco figlio di Ade Dio della morte. Ha circa un secolo di vita. Ha il potere di aprire con la sua spada di Ferro dello Stige(metallo magico che serve ad uccidere i mostri, in particolare gli spettri e le creature degli inferi), voragini che conducono al Tartaro,  e da esse sa evocare guerrieri-scheletro. È anche capace di viaggiare nell'ombra, anche se ciò gli fa consumare molte energie. È innamorato di Percy, che però è fidanzato con Annabeth Chase,  amico di Jason, Leo, Piper, Reyna, Rachel. Ha il favore di Persefone, Dioniso, Ade, Favonio, Cupido, Ares, Efesto e Afrodite.
- Reyna Avila Ramirez Arellano: semidea romana figlia di Bellona e pretore di Nuova Roma. Ha 16 anni e sua sorella Hylla è a capo delle Amazzoni. Ha il potere di trasferire la sua forza e il suo coraggio ad altre persone, oltre ad essere un'ottima stratega.
- Gleeson Hedge: Satiro, combatte a fianco dei semidei della profezia con la sua mazza da baseball.
- Gea: dea della Terra. Madre dei Titani, dei Giganti e di altri mostri. I sette semidei della profezia dovranno fermare il suo risveglio, che avverrà il giorno della festa della Speranza, per evitare la rivolta che essa condurrà insieme ai suoi alleati. Gea infatti vuole sconfiggere le divinità greche/romane e i semidei, con lo scopo di vendicare l'uccisione dei Titani.
- Ottaviano: semidio Romano discendente di Apollo. Dopo che Reyna abbandonò il Campo Giove per dirigersi nelle Terre proibite oltre l'Oceano Atlantico, decise di prenderne il comando e dichiarare guerra al Campo Mezzosangue.
- Akhlys: Dea greca della disperazione e dei veleni, figlia di Caos e Notte.Percy e Annabeth si diressero da lei per il suo potere di controllare la Foschia della Morte, la quale li avrebbe nascosti dai mostri presenti nel Tartaro. La dea però tese loro una trappola: il suo intento era quello di ucciderli e sacrificarli alla dea della Notte. Fu sconfitta da Percy con il veleno che lei stessa aveva riversato contro il semidio.[2][3]
- Nyx:Dea della notte, una delle antiche divinità elementali e madre di Akhlis. Annabeth e Percy riuscirono a scappare da lei grazie all'astuzia e a dirigersi nella Dimora della notte.[4][3]
- Tartaro:Spirito dell'abisso e marito di Gea. Da lui prende il nome la parte più profonda degli Inferi. Annabeth e Percy riuscirono a sfuggirgli grazie all'intervento di Damaseno e di Bob.[5][3]
- Giapeto:Titano, Signore dell'Ovest, figlio di Gea. Perse la memoria dopo che Percy lo fece cadere nel fiume Lete.Successivamente fu ribattezzato dal figlio di Poseidone come Bob. Aiutò i due semidei nel loro viaggio lungo il Tartaro, ribellandosi contro i suoi stessi fratelli.[3]
- Damaseno:Gigante Pacifico, poiché nato per opporsi ad Ares, il Dio della Guerra. Fu condannato per il resto della sua vita nel Tartaro per aver sconfitto un Drago che stava distruggendo la Terra: per punizione negli inferi sarà destinato a uccidere il drago per sempre. Aiutò Percy e Annabeth.[3]
- Scirone: Brigante che rapinava i viandanti e che li gettava in mare, in modo da essere divorate da una Tartaruga Gigante. Figlio di Poseidone come Percy. Fu sconfitto grazie a Jason, figlio di Giove e all'abilità di Hazel di controllare la Foschia, facendo vedere a Scirone ciò che non era la realtà.[6][3]
- Pasifae: Maga e moglie di Minosse Re di Creta. A causa di una maledizione si innamorò di un toro e diede alla luce il Minotauro e per questo motivo divenne alleata di Gea. Fu sconfitta da Hazel Levesque grazie all'abilità di manipolare la Foschia.[7][3]
- Clizio: Gigante figlio di Gea. Fu sconfitto da Frank, Hazel, Leo, Jason, Piper e Nico insieme all'aiuto della Dea Ecate.[8]

## Edizioni
- Rick Riordan, Eroi dell'olimpo: La Casa di Ade, Collana I Grandi, Arnoldo Mondadori Editore, 2014,  p. 560, ISBN 880464446X.
- Rick Riordan, Eroi dell'olimpo: La Casa di Ade, Oscar Grandi Bestsellers, Mondadori Libri S.p.A, 2015,  p. 560, ISBN 9788804657866.